# Fred Degazon
Frederick Eutrope Degazon (Castries, 4 de janeiro de 1913 -  4 de outubro 2008, Greater London) foi o segundo presidente da Dominica.